# Now Please Don’t You Cry, Beautiful Edith
Now Please Don’t You Cry, Beautiful Edith ist ein Jazzalbum des Rahsaan Roland Kirk Quartetts. Das am 2. Mai 1967 in Rudy Van Gelders Studio in Englewood Cliffs aufgenommene und von Creed Taylor produzierte Album blieb das einzige des Musikers für das Major-Label Verve Records.

## Das Album
Rashaan Roland Kirk hatte seit seiner letzten Session für das Limelight-Album Strictly Latin im November 1965 keine eigenen Aufnahmen mehr gemacht. Nach mehreren Jahren bei Mercury Records und diesem einzigen Album für Verve wechselte er zu Atlantic Records. Das am 2. Mai 1967 in Quartettbesetzung mit einer Rhythmusgruppe aus dem Pianisten Lonnie Liston Smith, dem Schlagzeuger Grady Tate und dem Bassisten Ronald Boykins entstandene Album besteht zum größten Teil aus meist noch kurz gehaltenen Interpretationen von Kompositionen des Bandleaders. Hinzu kam der zu dieser Zeit recht populäre, von Burt Bacharach komponierte Popsong „Alfie“ (der auch in dem Film Der Verführer läßt schön grüßen zum Einsatz kam) und der Titel „It's a Grand Night for Swinging“ von Billy Taylor, von dem auch die Liner Notes stammen. Der Titel des Albums Now Please Don’t You Cry, Beautiful Edith bezieht sich auf Kirks Frau Edith, die auch neben ihrem Gatten auf dem Coverfoto abgebildet ist.
Das erste Stück des Albums, der Blues „Blue Rol“ ist stark von der Musik Ellingtons, insbesondere dessen Bläsersatz, beeinflusst und mit sechs Minuten das mit Abstand längste des Albums. Kirk spielt seine drei Blasinstrumente simultan, außer bei seinem Tenorsolo mit Zirkularatmung, und Lonnie Liston Smith bleibt beim Spiel im mittleren Register. Dem folgt der – damals durch Cher bekannt gewordene und auch durch Dionne Warwick erfolgreich interpretierte – Popsong „Alfie“. Mit seinem warmen Balladenton erinnert Kirk an das Spiel Ben Websters. Das im mittleren Tempo gehaltene Stück „Why Don’t They Know“ mit seinen Bossa-Rhythmen wird vom Flötenspiel und den Rufen Roland Kirk eingeleitet; sein lamentierender Sprechgesang bildet den Ausklang: „After fifteen years, twenty-five years, they should know by now“. Nach „Silverization“, das vom schleppenden Beat Grady Tates getragen ist, folgt das vom Rock ’n’ Roll beeinflusste Stück „Fallout“.  Mit dem Titelstück spielt Kirks Quartett eine weitere gefühlvolle Ballade; nach „Stompin’ Grounds“ setzt „It’s a Grand Night for Swinging“, Billy Taylors auf einer einfachen Riff-Figur basierende Komposition, den fulminanten Schlusspunkt: „Schließlich scheint bei dem Taylor-Stück - nach der atemberaubenden Arpeggio-Orgie in „Stompin' Grounds“ zwischen Kirk und Smith – die Eleganz des Musikers durch, als Kirks Flöte über der Rhythm section schwebt (...). Smith’ Klavierspiel ist hier so leichtfüßig, sein Anschlag so schnell und fließend, dass Kirk einfach nur durch das Stück gleiten kann,“ schrieb der Kritiker Thom Jurek in Allmusic.

## Rezeption des Albums
Gegenüber Vorgängeralben wie Rip, Rig and Panic von 1965 war diese Session weniger außergewöhnlich in ihrem Anspruch, urteilte Jurek, der dem Album vier (von fünf) Sternen verlieh. Es war die erste seiner durchweg mit einem Groove versehenen Platten und damit der „Beginn einer Entwicklung, die die Hörer zu späteren Alben wie Blacknuss (1971) und Boogie Woogie String Along for Real führte“.

## Editorische Anmerkung
Für die CD-Ausgabe von 1990 wurde das Album von Polygram auf deren Sublabel EmArCy mit dem erwähnten Mercury-Album Rip, Rig and Panic gekoppelt.

## Titel des Albums
- Verve V6-8709 (LP), EmArCy 832 164-3 (CD)

1. Blue Rol – 6:09
2. Alfie (Burt Bacharach/Hal David) – 2:52
3. Why Don’t They Know – 2:54
4. Silverization – 4:57
5. Fallout – 3:01
6. Now Please Don’t You Cry, Beautiful Edith – 4:23
7. Stompin’ Grounds – 4:46
8. It’s a Grand Night for Swinging (Billy Taylor) – 3:10

Soweit nicht anders angegeben, stammen die Kompositionen von Roland Kirk.